# Formula bruta
La formula bruta (o formula grezza) di una specie chimica è una particolare formula chimica che fornisce informazioni sul numero e sulla natura chimica degli atomi che costituiscono la specie chimica in questione.

## Formula minima e formula molecolare
Esistono due tipologie di formula bruta:
- formula minima (o formula empirica): indica il rapporto tra il numero di atomi differenti che costituiscono una specie chimica, senza indicare esattamente il numero di atomi;
- formula molecolare: indica il numero degli atomi che costituiscono una specie chimica.

La formula minima e la formula molecolare sono differenti se gli indici della formula hanno un massimo comune divisore diverso da 1 (cioè se gli indici sono tutti multipli di un numero intero maggiore di 1), mentre sono identiche in tutti gli altri casi.
Nel caso dei cristalli ionici tutti gli atomi del cristallo sono legati tra loro da legami chimici intramolecolari, per cui volendo descrivere la struttura chimica esatta del cristallo dovremmo conoscere il numero esatto di tutti gli atomi che compongono il cristallo, che saranno un numero elevatissimo (più o meno dello stesso ordine della costante di Avogadro), per cui non è praticamente possibile in questi casi e non avrebbe alcuna utilità pratica utilizzare la formula molecolare, per cui nel caso dei cristalli ionici si preferisce utilizzare la formula minima; il numero di esatto di atomi può comunque essere valutato dalla formula minima conoscendo il valore della massa del cristallo. 
Discorso analogo vale nel caso dei metalli, i cui atomi sono tutti legati tra di loro. La formula molecolare è invece generalmente utilizzata per indicare singole molecole (tranne che si tratti di macromolecole): per tale motivo si chiama appunto "formula molecolare".

### Esempi
Nella tabella seguente sono indicati alcuni esempi di formula minima e formula molecolare di alcune specie chimiche:
| Nome                | Minima   | Molecolare | Immagine | Composizione atomica |
| ------------------- | -------- | ---------- | -------- | --- |
| Acido cloridrico    | HCl      | HCl        |          | Ciascuna molecola è costituita da 1 atomo di idrogeno (H) e 1 atomo di cloro (Cl)                                                                                |
| Acido solforico     | H2SO4    | H2SO4      |          | 2 atomi di idrogeno (H), 1 atomo di zolfo (S) e 4 atomi di ossigeno (O)                                                                                          |
| Acqua               | H2O      | H2O        |          | Ciascuna molecola è costituita da 2 atomi di idrogeno (H) e 1 atomo di ossigeno (O)                                                                              |
| Azoto               | N        | N2         |          | Ciascuna molecola è costituita da 2 atomi di azoto (N) |
| Carbonio            | C        | C          |          | Le forme allotropiche del carbonio sono costituite solamente da atomi di carbonio                                                                                |
| Zolfo               | S        | S8         | cener    | Esistono più di 30 forme allotropiche dello zolfo. Nello zolfo cristallino la più comune è il cicloottazolfo, una struttura di 8 atomi di zolfo chiusa ad anello |
| Cloruro di potassio | KCl      | KCl        |          | I suoi cristalli contengono un numero uguale di atomi di potassio e di cloro                                                                                     |
| Esano               | C3H7     | C6H14      |          | Ciascuna molecola è costituita da 6 atomi di carbonio (C) e 14 atomi di idrogeno (H)                                                                             |
| Fluoruro di calcio  | CaF2     | CaF2       |          | Gli atomi di fluoro sono in numero doppio rispetto agli atomi di calcio                                                                                          |
| Glucosio            | CH2O     | C6H12O6    |          | 6 atomi di carbonio (C), 12 atomi di idrogeno (H) e 6 atomi di ossigeno (O)                                                                                      |
| Metano              | CH4      | CH4        |          | 1 atomo di carbonio (C) e 4 atomi di idrogeno (H) |
| Nitrato di magnesio | Mg(NO3)2 | Mg(NO3)2   |          | Gli ioni nitrato sono il doppio degli ioni magnesio |
| Silice              | SiO2     | SiO2       |          | Contiene due atomi di ossigeno per ogni atomo di silicio |

## Costruzione della formula bruta
In una formula bruta la natura chimica degli atomi è indicata rappresentando gli atomi di uno stesso elemento chimico (cioè gli atomi aventi lo stesso numero atomico) con dei simboli (detti appunto "simboli chimici") costituiti generalmente da una o due lettere (o tre lettere nel caso di nomi provvisori degli elementi chimici artificiali), con la cui prima lettera è sempre maiuscola. Ad esempio il simbolo H corrisponde all'idrogeno, il simbolo Cl corrisponde al cloro e così via. I simboli utilizzati per rappresentare gli elementi chimici sono indicati nella tavola periodica degli elementi, ideata da Mendeleev nel 1869.
A pedice di ciascun simbolo chimico contenuto in una formula bruta è indicato il numero degli atomi dello stesso elemento chimico contenuti nella specie chimica in esame; tale numero è chiamato "indice". Tale indice viene omesso se è pari a 1.
I simboli degli elementi chimici di una formula bruta sono in genere indicati in ordine di elettronegatività crescente; alcune eccezioni a tale regola sono l'idrogeno negli alcoli (che è indicato alla fine della formula accanto all'ossigeno, ad esempio: C2H5OH) e il carbonio nei composti organici (che è indicato all'inizio della formula, ad esempio: CH4). Un'altra eccezione a tale regola è data dalla formula bruta dell'ammoniaca (NH3), in cui l'azoto (N) è indicato prima dell'idrogeno (H), sebbene l'azoto abbia un'elettronegatività maggiore (3,04 contro 2,20 nella scala Pauling).

## Svantaggi
La "formula bruta" presenta alcuni svantaggi rispetto alla formula di struttura, in quanto non è in grado né di rappresentare la struttura della molecola né di differenziare i suoi isomeri. Ad esempio C6H12O6 è la formula bruta di tutti gli zuccheri esosi (cioè composti da 6 atomi di carbonio) tra cui glucosio, fruttosio e mannosio. In questo caso la formula bruta non è sufficiente a identificare un particolare tipo di esoso.
Nel caso in cui si abbia la necessità di indicare in maniera esplicita i raggruppamenti di atomi (o gruppi funzionali) di una specie chimica, si preferisce invece fare uso della formula condensata, che è una via di mezzo tra una formula bruta e una formula di struttura, in quanto permette di avere un'idea approssimativa del modo in cui alcuni atomi sono legati tra loro.